# Pinarophyllon flavum
Pinarophyllon flavum är en måreväxtart som beskrevs av Townshend Stith Brandegee. Pinarophyllon flavum ingår i släktet Pinarophyllon och familjen måreväxter. Inga underarter finns listade i Catalogue of Life.